# Israel Lancho
Israel Lancho García Hierro plus connu sous le nom de « Israel Lancho », né à Badajoz (Espagne) le 13 septembre 1979 est un matador espagnol.

## Présentation et carrière
Issu de l'école taurine de Badajoz, il fait ses débuts en novillada piquée le 24 mars 2001 devant des novillos de la ganadería Herederos de Bernardino Píriz.
Il se présente à Madrid devant les novillos de José Ortega Cano, (l'ancien matador devenu ganadero) le 30 mars 2006 pour sa dernière novillada.
Il prend l'alternative à Badajoz lors de la Feria de San Juan de Badajoz le 26 juin 2007, avec pour parrain Manuel Díaz « El Cordobés » et pour  témoin, Francisco Rivera Ordóñez  devant les  taureaux de la ganadería de Juan Albarrán. Il confirme son alternative à Madrid le 25 mai 2008. Le 12 octobre 2008, il revient à Madrid devant des taureaux du Conde de la Maza où il ne reçoit cependant pas de trophée malgré l'insistance du public.
De retour dans les arènes de Las Ventas de Madrid le 27 mai 2009, il est très gravement accroché par un taureau de la ganadería de Palha. Une corne de l'animal s'enfonce très profondément dans sa poitrine. L'accident fait la une des journaux.
Cependant, dès le mois d'août de la même année, il est rétabli et il se présente dans les arènes de Almendralejo devant des taureaux de la ganadería de Luis Albarrán. Il reçoit quatre oreilles et sort a hombros.